# Phalacrostemma gloriaae
Phalacrostemma gloriaae är en ringmaskart som beskrevs av Kirtley 1994. Phalacrostemma gloriaae ingår i släktet Phalacrostemma och familjen Sabellariidae.
Artens utbredningsområde är Mexikanska golfen. Inga underarter finns listade i Catalogue of Life.